# Emoia cyanura
Emoia cyanura — вид сцинкоподібних ящірок родини сцинкових (Scincidae). Мешкає в Океанії.

## Поширення і екологія
Emoia cyanura широко поширені на островах Тихого океану, від архіпелагу Бісмарка до Французької Полінезії та від Каролінських островів до Гаваїв. Вони живуть в різноманітних природних середовищах — у вологих тропічних лісах і чагарникових заростях, на скелястих морських узбережжях, в садах. Віддають перевагу прибережним заростям і порушеним середовищам. Відкладають яйця.